# آزادی (مجسمه)
آزادی (به انگلیسی: Freedom) مجسمه برنزی
به شکل یک صفحه تخت بزرگ و یک مجسمه مستقل توسط زنوس فروداکیس، مجسمه‌ساز آمریکایی، که در سال ۲۰۰۰ در خارج از دفاترگلاکسواسمیت‌کلاین در مرکز فیلادلفیا، پنسیلوانیا نصب شد. این مجسمه بینندگان را دعوت می‌کند تا در یک حفره خالی عکس بگیرند.

## پیش زمینه
زنوس فروداکیس، می‌خواست مجسمه‌ای بسازد که حول محور ایده رهایی یافتن باشد. گفته می‌شود که این مجسمه نشان‌دهنده آزادی از همه محدودیت‌ها: ذهنی، سیاسی، مذهبی، و فیزیکی است. «استعاره بصری برای فرایند دگرگونی» نامیده می‌شود.

## بازخورد
آزادی به عنوان یکی از بهترین مجسمه‌های هنری عمومی شناخته شده‌است. مجله Architectural Digest آن را یکی از «۲۸ مورد از جذاب‌ترین مجسمه‌های عمومی» در سال ۲۰۱۹ نامیده‌است.
روزنامه ایندیپندنت در سال ۲۰۲۱ این مجسمه را پنجمین انتخاب خود از ده مجسمه عمومی برتر انتخاب کرد.